# Karol Wirtemberski-Neuenstadt
Karol Rudolf Wirtemberski (ur. 29 maja 1667 w Neuenstadt, zm. 17 listopada 1742 tamże) – książę Wirtembergii-Neuenstadt.
Syn księcia Fryderyka II i Klary Augusty von Braunschweig.
W wieku 15 lat uczęszczał do szkoły w Tybindze, następnie przeniósł się do Strasburga aby kontynuować naukę. Po roku pojechał do Paryża, gdzie przebywał na dworze króla Francji Ludwika XIV. Następnie pojechał do Londynu oraz podróżował po południowych Niemczech.
Jako najmłodszy syn nie liczył na przejęcie władzy, dlatego też oddał się karierze wojskowej, podobnie jak jego brat Ferdynand. Od 1687 dowodził regimentem wirtemberskim w czasie wojny między Republiką Wenecką a Imperium Osmańskim.
Wraz z bratem wyjechał walczyć razem z duńskim wojskiem po stronie Wilhelma III przeciwko Jakubowi II. Brał udział w bitwie nad Boyne. Bracia powrócili na kontynent, gdzie służyli w wojsku duńskim, tym razem w czasie wojny dziewięcioletniej walczył w bitwie pod Neerwinden. Król Danii wysłał go na tereny dzisiejszej Ukrainy, gdzie wraz z wojskami polsko-saksońskimi walczył przeciwko Turcji.
Od 1700 brał udział w wojnie północnej, która trwała jeszcze 21 lat; jednak Ferdynand postanowił przerwać służbę wojskową.
W 1701 wybuchła wojna o sukcesję hiszpańską. Ferdynand postanowił ponownie włączyć się w działania wojenne. Na czele 12 tysięcy żołnierzy brał udział po stronie cesarstwa niemieckiego w bitwach pod Blenheim, Ramillies i Malplaquet.
W 1716 umarł jego brat Fryderyk nie pozostawiając po sobie męskiego potomka, dlatego też Karol odziedziczył tytuł księcia Neuenstadt, z linii książąt Wirtemberskich. Powrócił do kraju po 25-letniej służbie w wojsku.
W 1734 został mianowany, w uznaniu zasług na polu walki, marszałkiem wojsk Świętego Cesarstwa Rzymskiego i brał udział w wojnie o sukcesję polską.
W 1737 zmarł książę Wirtembergii Karol Aleksander pozostawiając 9-letniego syna Karola Eugeniusza. Karol Rudolf został wraz z księciem oleśnickim Karolem Fryderykiem Wirtemberskim opiekunem małoletniego księcia. Karol Rudolf ze względu na zły stan zdrowia powrócił do Neuenstadt.
Zmarł bezpotomnie w 1742. Tytuł księcia Wirtembergii-Neuenstadt przeszedł do głównej gałęzi rodu Karola Eugeniusza Wirtemberskiego.